# Powiat podgórski
Powiat podgórski – powiat II Rzeczypospolitej w latach 1918–1924. Nazwa powiatu wywodzi się od dawnego miasta Podgórza – od 1915 dzielnicy Krakowa – przez co za II RP siedziba powiatu znajdowała się w Krakowie, stanowiącym odrębny powiat grodzki.
Powiat był kontynuacją galicyjskiego powiatu podgórskiego. Jedynym miastem w powiecie była Skawina.
Powiat podgórski 23 grudnia 1920 roku wszedł jako jeden z 24 powiatów w skład nowo utworzonego woj. krakowskiego. 1 stycznia 1924 roku powiat został zniesiony, a jego terytorium włączone do powiatu krakowskiego:
- Bodzów, Borek Fałęcki, Borek Szlachecki, Brzyczyna Dolna, Buków, Chorowice, Facimiech, Gaj, Golkowice, Gołuchowice, Jugowice, Jurczyce, Kobierzyn, Koło Tynieckie, Konary, Kopanka, Korabniki, Kosocice, Kostrze, Krzęcin, Kulerzów, Kurdwanów, Łagiewniki, Libertów, Lusina, Mogilany, Ochodza, Olszowice, Opatkowice, Piaski Wielkie, Polanka-Haller, Pozowice, Prokocim, Pychowice, Radziszów, Rajsko, Rzozów, Samborek, Siarczana Góra, Sidzina, Skawina (M), Skotniki, Soboniowice, Swoszowice, Świątniki Górne, Tyniec, Włosań, Wola Duchacka, Wróblowice, Wrząsowice, Zbydniowice i Zelczyna.

## Starostowie
- Michał Rawski (1920–1923)[3]